# La Algarabía (libro)
La Algarabía (título original L'Algarabie) es un libro del escritor franco- español Jorge Semprún, publicado en 1981 por Fayard.

## Presentación

Babel de Brueghel

"La Algarabía, una gran novela picaresca que evoca vívidamente el día después del 2 de mayo" escribió un periodista. 
Es la historia del último día de la vida de un anciano, en el transcurso de un solo día, en octubre de 1975. El general Franco va a morir. El hombre quiere ir a la jefatura de policía para obtener un pasaporte. Quiere volver a casa... Por ello, Jorge Semprún ha optado por destacar esta frase de Arthur Rimbaud: "Soy realmente de ultratumba, y no tengo comisiones".
La Algarabía es una especie de libro-valoración, símbolo de las lenguas comunitarias, el último día de la vida de un español que ha emigrado a París, en el que se expresa la dificultad de un hombre, escritor además, enfrentado al manejo de dos lenguas, no sólo la escritura, sino el primer pensamiento en español o francés. Sabemos que Jorge Semprún nunca eligió realmente y que, aunque escribió la mayoría de sus libros en francés, escribió al menos tres de ellos en su lengua materna
"Este libro, que llevo diez años en diversas formas, borradores y etapas, en mi cabeza y en mi mesa, escrito alternativamente en español y francés, lleva meses buscando su idioma", confiesa en una entrevista. El curioso título que eligió atestigua su investigación, sus vacilaciones. Es una afrancesación de algarabía, galimatías: una palabra árabe que acaba convirtiéndose en galimatías, una lengua abstrusa, incomprensible, el estruendo de Babel. También cabe preguntarse si este tema es algo más que un simple problema relacionado con la escritura y el lenguaje.
En un artículo, Carmen Molina Romero analizó el futuro de estos autores españoles, expulsados de su país por la guerra civil, que se instalaron en Francia y adoptaron el francés como lengua de escritura sin dejar de ser fundamentalmente bilingües: Jorge Semprún y Michel del Castillo en particular. Buscó "desentrañar la relación entre la lengua materna y la otra lengua que han elegido voluntariamente, y cómo esto da forma a sus discursos narrativos... así como los problemas de identidad que produce en el escritor bilingüe, "esquizofrénico y desarraigado".

## Estructura y contenido

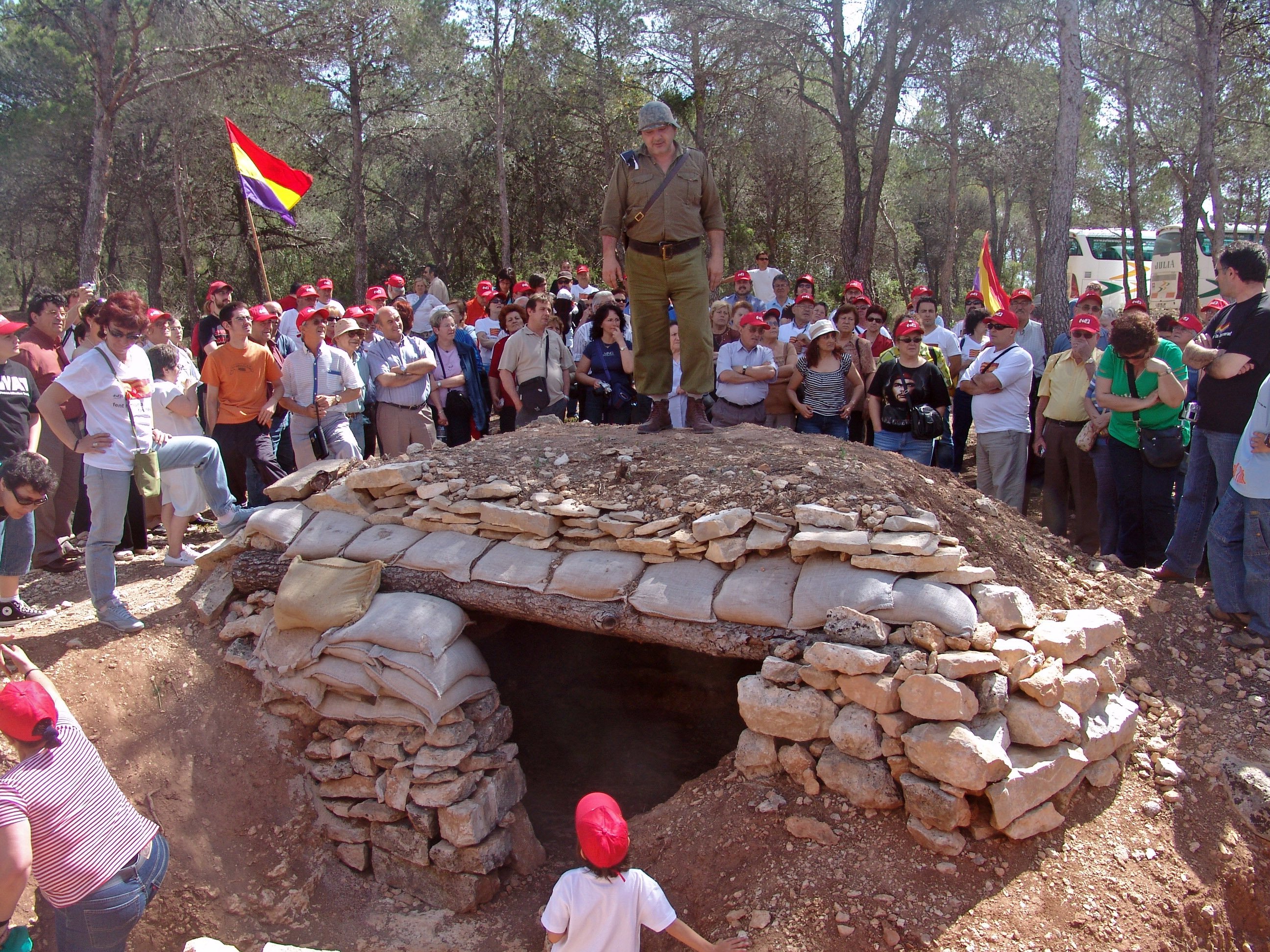
Conmemoración de la Guerra civil española en 2006

Novela de ficción política, mezcla la Guerra civil española y los sucesos de mayo del 68, transportándonos a un París partido en dos, desintegrado por otra guerra civil que se asemejaría a la Comuna de París. El héroe en sí mismo es un enigma del que solo conocemos un nombre falso, Rafael Artigas, y su amiga Anna-Lise, y otros, Michael Leibson, el viejo Eleuterio Ruiz y sus hijas Perséfone y Proserpina, tantos zombis evolucionando en este París desfigurado por la guerra, una mezcla de verdad y falsedad en estas sociedades contemporáneas de la apariencia donde la información no es más que una comunicación manipulada. El barrio está inmerso en una lucha despiadada por el poder entre una mafia conquistadora liderada por corsos y una comunidad predominantemente hispana. la fauna del barrio trata de sobrevivir en condiciones muy difíciles, entre los escombros de lo que era París antes de la guerra. El mundo que describe es un mundo de violencia, que ha reemplazado en gran medida a la ley y el orden, la encrucijada de la Cruz Roja devastada por un tiroteo entre los mafiosos de Mao y Jo Aresti.
Es también una obra de reflexión sobre el arte de escribir de un autor que a veces se debate entre el español, su lengua materna, y el francés, la lengua privilegiada de sus libros con sus numerosas figuras retóricas, una lengua que también evoluciona hacia un brío rabelaisiano y a veces hacia un sabir coloquial, dotando a su relato de un lado "picaresco" que desarrolla con entusiasmo.
Nos enfrentamos a la ambigua relación entre el autor-narrador Jorge Semprón y Rafael Artigas, el héroe de la historia, que quisiera emanciparse y vivir su propia historia en detrimento del narrador. Jorge Semprán, el autobiográfico que en sus obras anteriores se identificaba con su héroe, un doble de sí mismo, se enfrenta aquí a un personaje-héroe que se vuelve cada vez más autónomo a medida que avanza la novela. Esta es toda la cuestión relacional que Jorge Semprùn plantea aquí, en estas idas y venidas entre la relación narrativa y las reflexiones sobre el destino de los personajes y la sociedad en la que se desenvuelven.
Para lo que normalmente debería ser su último día, Rafael Artigas, dejando a Anna-Lise, alias Élizabeth, en su pasado, quiere obstinadamente ver a esta señorita Rose Beude, el baluarte intransigente de una administración de mente estrecha. Pero decididamente, nada sale según lo planeado y 'Piruli' lo apostrofa para implicarlo en las guerras que socavan el barrio. El narrador nos adentra en "los meandros de la novela popular, cuyo curso es constantemente divergente y diversificado, [...] en los trucos y trucos de la novela picaresca o episódica, o más bien en los episodios... »

## Crítica
Artículo de Pascal J. TOMÁS publicado en11 de febrero de 1982 en Ficción 326, publicado en línea el 3/7/2009 en el sitio www.noosfere.com
"Sin decirlo, es ciencia ficción, una historia de universo paralelo: ¿qué pasaría si el helicóptero de De Gaulle se hubiera estrellado en el camino de regreso de Baden-Baden? Como resultado, el país se sumió en una guerra civil, uno de cuyos mejores episodios fue la liberación de Orleans por Mireille Darc... Un novelista incluso imagina un mundo en el que De Gaulle sobrevivió.
Sin embargo, la acción transcurre dentro de los límites de la Zona de Utopía Popular, una especie de Comuna de la Margen Izquierda, heredera de Mayo del 68 y del anarquismo español. No faltan las discusiones ideológicas, y reconozcamos que, si bien los marxistas arrepentidos como Semprún difícilmente pueden ser felicitados por su clarividencia, no tienen igual en la caricatura de su pasado. Los maoístas se llevan el premio por hacer payasadas aquí, ¿no se llama su líder Augustus? La ideología, sin embargo, sólo interviene como parte de la vida de Rafaël Artigas, el doble del autor, revelada a través de reminiscencias, propias o de los otros personajes, porque la novela juega a perderse en el laberinto caprichoso de vidas que no siempre convergen. Más picaresca que proustiana, como subraya el autor en las numerosas y deliciosas intervenciones del Narrador. Todo el libro es un juego, y de paso hace su propia crítica, así que sólo tengo que cerrar este. »